# ويليام هنري (سياسي)
ويليام هنري (بالإنجليزية: William Henry)‏ هو سياسي أمريكي، ولد في 22 مارس 1788 في تشارلستاون في الولايات المتحدة، وتوفي في 16 أبريل 1861 في بولس فالس في الولايات المتحدة. حزبياً، نشط في حزب اليمين. وقد انتخب عضو مجلس النواب الأمريكي.